# Tyr (runa)
| Nombre            | Protonórdico    | anglosajón | Nórdico antiguo | Nórdico antiguo |
| Nombre            | *Tī₂waz         | Tir        | Týr             | Týr             |
| Forma             | Futhark antiguo | Futhorc    | Futhark joven   | Futhark joven   |
| Forma             |                 |            |                 |                 |
| Unicode           | ᛏ U+16CF        | ᛏ U+16CF   | ᛏ U+16CF        | ᛐ U+16D0        |
| Transliteración   | t               | t          | t               | t               |
| Transcripción     | t               | t          | t, d            | t, d            |
| Sonido AFI        | [t]             | [t]        | [t], [d]        | [t], [d]        |
| Puesto alfabético | 17              | 17         | 12              | 12              |
| Ætt               | Ætt de Tyr      | Ætt de Tyr | Ætt de Tyr      | Ætt de Tyr      |

Tyr es la runa equivalente a la letra «t». Recibió su nombre en nórdico antiguo en honor del dios Tyr, por lo que se la consideraba una representación de él. El nombre de la runa en protonórdico reconstruido lingüísticamente es *tîwaz o *teiwaz, o alguna otra variante. Etimológicamente *tîwaz está relacionado con los términos latinos deus y divus (dios y divinidad) y el celta divos.

## Poemas rúnicos
Tiwaz se menciona en los tres poemas rúnicos conocidos. En los poemas islandés y noruego se asocia con el dios Tyr.
| Poema rúnico: | Traducción: | Observaciones:                                                                                             |
| Noruego antiguo Tyr es einhendr Asa; opt verðr smiðr at blasa.                                                   | Tyr es el Æsir manco; a menudo el herrero tiene que soplar.                                                            | En este poema se asocia la runa con los herreros.                                                          |
| Islandés antiguo Týr er einhendr áss ok ulfs leifar ok hofa hilmir. Mars tiggi.                                  | Tyr es un dios manco, y la despedida de los lobos y el príncipe de los templos.                                        | Tyr es el equivalente islandés de Marte.                                                                   |
| Anglosajón Tir biþ tacna sum, healdeð trywa wel wiþ æþelingas; a biþ on færylde ofer nihta genipu, næfre swiceþ. | Tir es una estrella, que mantiene a los príncipes con fe; siempre en su rumbo sobre las brumas de la noche, nunca cae. | En el poema anglosajón, se identifica la runa con la Estrella Polar. Como en el soneto de Shakespeare 116) |

## Ætt de Tyr
Los alfabetos rúnicos se subdividían en grupos denominados ætts (familias) que se nombraban por la letra que los encabezaba. El ætt de Tyr, o su nombre equivalente en cada alfabeto, era el tercero y estaba presente en los tres alfabetos rúnicos. En el futhark antiguo y el futhorc constaba de 8 runas: tiwaz, berkanan, ehwaz, mannaz, laguz, ingwaz, othalan y dagaz. En el futhark joven solo constaba de 5 runas: tyr, bjarkan, madhr, logr e yr.
| Ætt en el futhark antiguo y futhorc |       |          |       |        |       |        |         |       |
| Runa                                |       |          |       |        |       |        |         |       |
| Nombre protonórdico                 | Tiwaz | Berkanan | Ehwaz | Mannaz | Laguz | Ingwaz | Othalan | Dagaz |
| Nombre anglosajón                   | Tir   | Beorc    | Éh    | Mann   | Lagu  | Ing    | Éðel    | Dæg   |

| Ætt en el futhark joven |     |         |      |      |    |
| Runa                    |     |         |      |      |    |
| Nombre nórdico          | Týr | Bjarkan | Maðr | Lögr | Ýr |

## Usos

### Usos en la antigüedad

#### Runas tiwaz múltiples

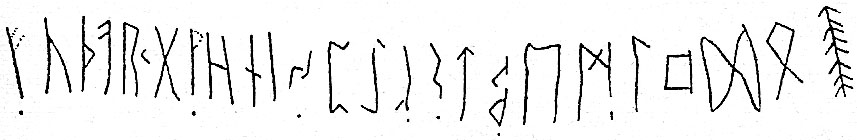
La inscripción de la piedra Kilver ya plasma el apilamiento de runas Tiwaz al final de la línea.

El apilamiento de runas Tiwaz unas sobre otras para asemejar la silueta de un árbol, o bien repetidas varias veces, una tras otra, aparece muchas veces en el paganismo germánico usado con fines mágicos:
- El hechizo (alu) en el amuleto de Lindholm, datado entre los siglo II y IV contiene tres tiwaz consecutivas, y se interpreta como una invocación a Tyr.
- La Piedra de Kylver (año 400, Gotland) muestra 8 tir amontonadas al final de una inscripción en futhark antiguo.
- Un bracteato escandinavo, el (Seeland-II-C), del 500 muestra una inscripción en futhark antiguo terminado en tres runas Tiwaz.

#### Edda poética

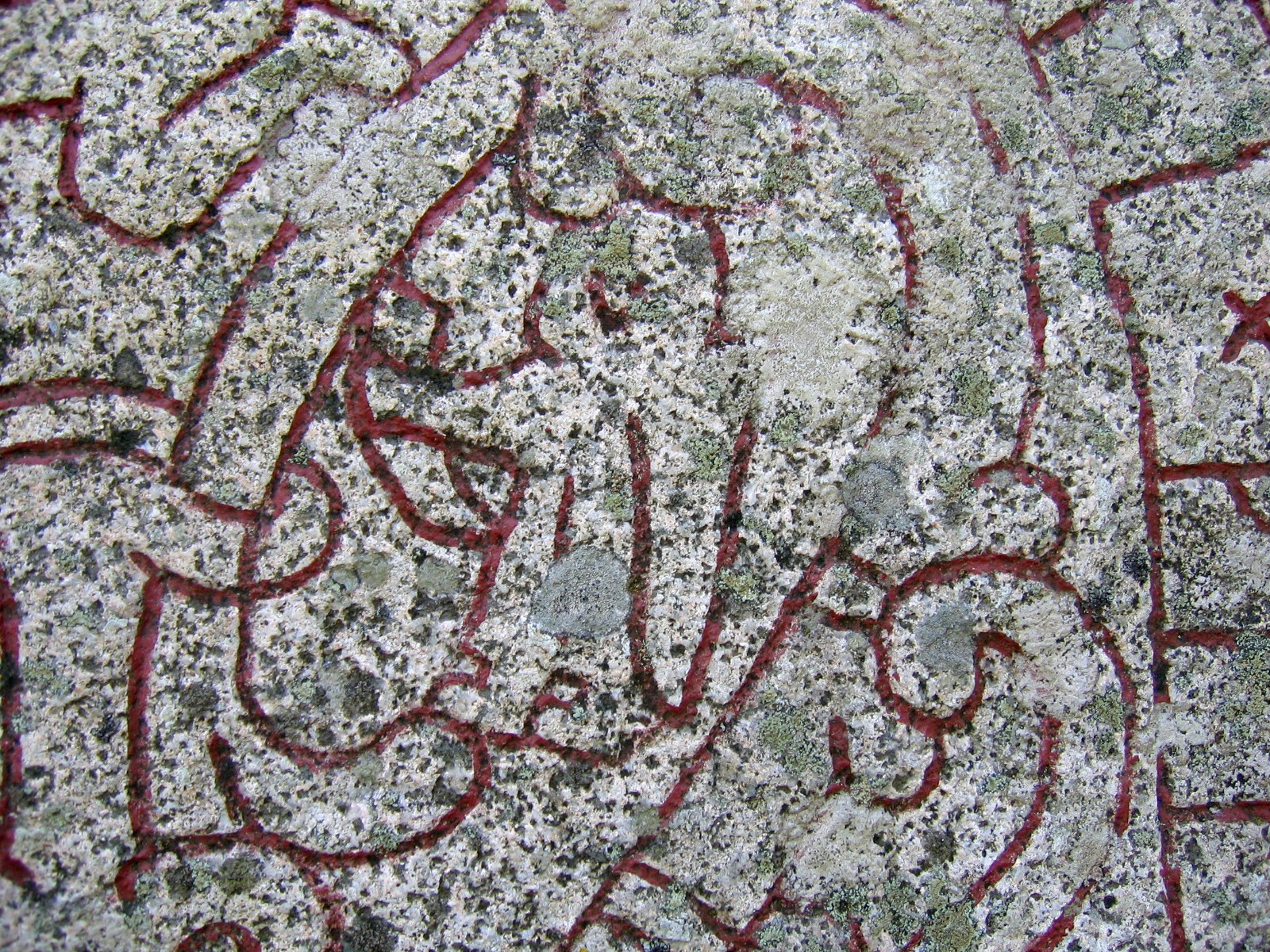
Sigrdrífa, la maestra de Sigurd de la tradición rúnica en la Piedra rúnica de Drävle.

Según el runólogo Lars Magnar Enoksen, la runa Tiwaz hace referencia a la victoria en una estrofa del Sigrdrífumál, un poema de la Edda poética.
El Sigrdrífumál habla de como Sigurd mató al dragón Fafnir y llegó a la fortaleza de los escudos en lo alto de una montaña que está iluminada por grandes llamas. En la fortaleza él encuentra a una valkiria dormida por encantamiento a la que despierta cortando su coraza con la espada. En agradecimiento la valkiria Sigrdrífa le muestra los secretos de las runas, con la condición de que demuestre que no tiene miedo. La valkiria empieza enseñándole que si quiere conseguir la victoria en la batalla tiene que grabar "las runas de la victoria" en su espada, y dice dos veces el nombre del dios Týr (el mismo que el de la runa tiwaz en la época).

### Usos modernos

#### Neopaganismo germánico
La runa tyr se usa corrientemente entre los neopaganos germánicos para simbolizar la veneración al dios Tyr.

#### Guido von List
La runa Tyr en las runas Armanen de Guido von List se basa en la de la versión de futhark joven, y posteriormente fueron adoptadas y modificadas por Karl Maria Wiligut que sería el responsable de su adopción por el NSDAP y por ello usadas en las insignias y literatura del tercer Reich. La runa Tyr fue la insignia de las escuelas de entrenamiento Sturmabteilung, las Reichsführerschulen en la Alemania nazi.

#### Neonazismo
También se ha usado por los neonazis, junto a la runa Sowilo, en los emblemas de los grupos próximos al seminario de Thule de Kassel. También fue un antiguo logo de la marca Thor Steinar que fue prohibido en Alemania por imitar los símbolos fascistas. Es de destacar que en ambos casos el uso era técnicamente incorrecto ya que Thor y Thule se deletrearían con una letra thorn, þ, y no una tiwaz.